# Jim Jordan (politico statunitense)
James Daniel Jordan, detto Jim (Urbana, 17 febbraio 1964), è un politico statunitense, membro della Camera dei Rappresentanti per lo stato dell'Ohio. Esponente del Partito Repubblicano, fondatore del conservatore "House Freedom Caucus" di cui è stato il primo presidente dal 2015 al 2017,  è considerato un conservatore e uno stretto alleato del presidente Donald Trump.
Durante la presidenza Trump,  ha cercato di screditare le indagini sull'interferenza russa nelle elezioni del 2016 e ha organizzato un sit-in per impedire un'udienza di impeachment e, dopo la vittoria di Joe Biden alle elezioni presidenziali del 2020, ha sostenuto azioni legali per contestare i risultati elettorali. Inoltre è stato citato in giudizio il 12 maggio 2022 dopo essersi rifiutato di collaborare con il comitato ristretto della Camera degli Stati Uniti nell'attacco del 6 gennaio.

## Biografia
Dopo essersi laureato all'Università del Wisconsin-Madison (dove fu anche un campione di lotta della NCAA), nel 1994 Jordan ottenne un seggio alla Camera dei Rappresentanti dell'Ohio.
Dopo tre mandati, nel 2000 fu eletto al Senato dell'Ohio e nel 2006 riuscì a vincere le primarie repubblicane per la Camera dei Rappresentanti nazionale. Nelle elezioni generali sconfisse l'avversario democratico con il 20% di voti di scarto.
Nel 2011 è stato scelto per presiedere la Republican Study Committee.
Nel 2023, dopo la sfiducia allo Speaker Kevin McCarthy e il ritiro della candidatura del Leader della Maggioranza repubblicana alla Camera, Steve Scalise, Jordan viene candidato a Speaker della Camera dei Rappresentanti. Tuttavia, martedì 17 ottobre, giorno del primo scrutinio di votazioni, la sua candidatura è bloccata da una fronda interna repubblicana, così come era successo precedentemente con McCarthy.

## Posizioni politiche
Secondo il Dayton Daily News, Jordan "è noto per essere uno dei membri più conservatori del Congresso". Ha votato costantemente a favore della legislazione anti-aborto ed è stato uno dei principali critici del riforma sanitaria di Barack Obama, sostenendone la chiusura.
Jordan ha sostenuto la produzione continua e gli aggiornamenti dei carri armati M1 Abrams nel suo distretto. Insieme a tutti gli altri repubblicani al Senato e alla Camera, ha votato contro l'American Rescue Plan Act del 2021.

### Donald Trump
Jordan è stato uno stretto alleato di Trump. Alla domanda di Anderson Cooper nell'aprile 2018 se avesse mai sentito Trump dire una bugia, Jordan rispose: "Non mi viene in mente niente". Disse anche: "Non so se [Trump abbia mai] detto qualcosa di sbagliato di cui debba scusarsi"."

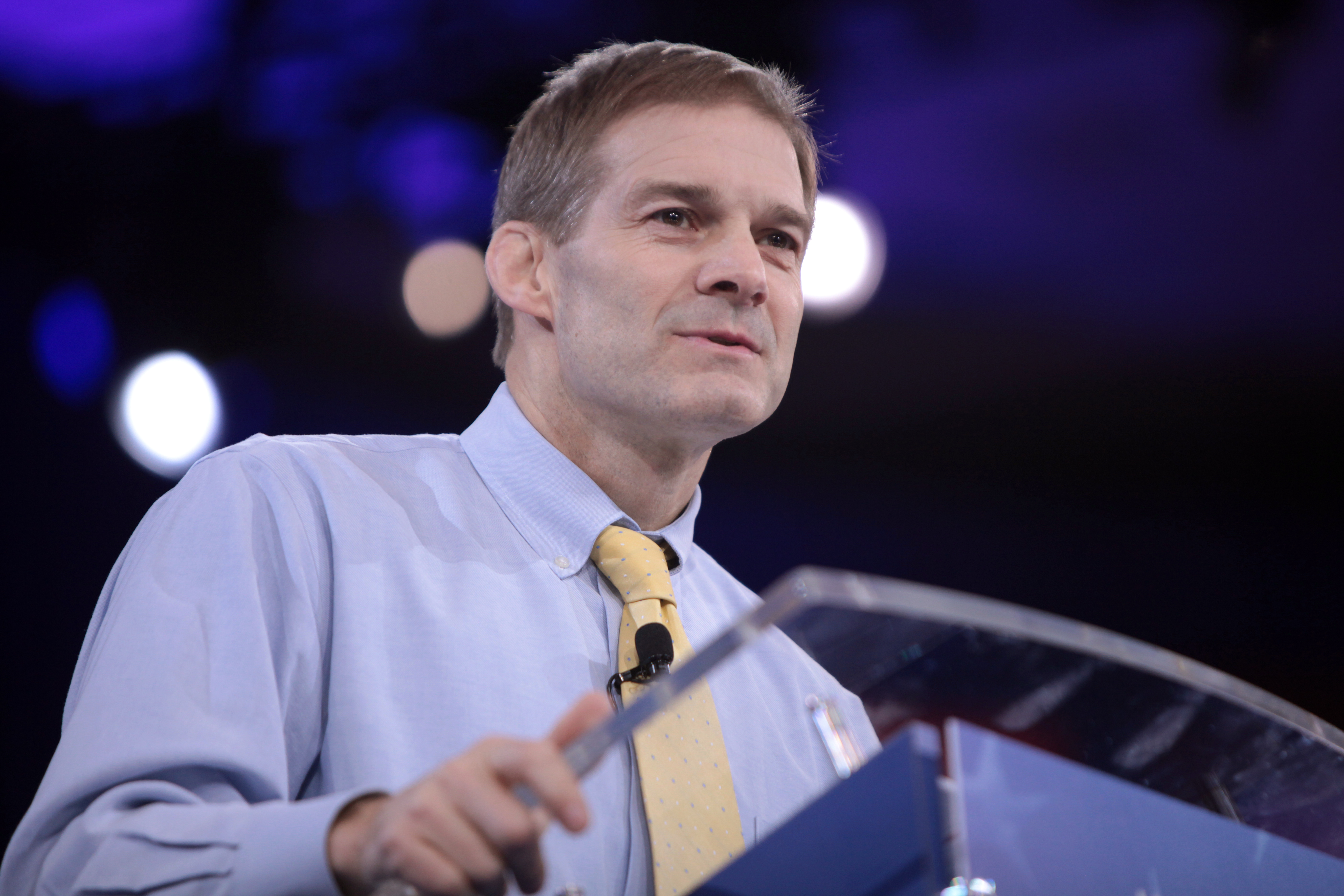
Jordan parla nel 2016 ad un dibattito politico

Nel dicembre 2017, Jordan ha cercato di screditare l'indagine dell'FBI e del procuratore speciale Robert Mueller sull'interferenza russa nelle elezioni del 2016. Ha messo in dubbio l'imparzialità di Mueller e ha invitato il vice procuratore generale Rod J. Rosenstein a usare la sua autorità per sciogliere le indagini di Mueller o creare un secondo avvocato speciale per indagare contemporaneamente sullo stesso Mueller. Rosenstein respinse la richiesta, affermando che non poteva nominare un altro procuratore speciale in quanto non vi erano accuse credibili di un potenziale crimine. Il New York Times ha riferito che i repubblicani hanno criticato sempre più l'indagine di Mueller dopo che "ha consegnato una serie di accuse a soci di alto profilo del presidente e prove che almeno due di loro stanno collaborando all'inchiesta". Nel luglio 2018, Jordan ha guidato i tentativi per mettere sotto accusa Rosenstein come un modo per chiudere le indagini di Mueller. Durante un'udienza il 12 luglio 2018, Jordan interruppe ripetutamente l'agente dell'FBI Peter Strzok mentre Strzok cercava di spiegare che non poteva rispondere a domande specifiche per preservare la riservatezza di un'indagine in corso. I democratici hanno protestato contro il comportamento di Jordan e hanno esortato i loro colleghi senatori a consentire a Strzok di rispondere. Hanno anche contestato il fatto che Jordan abbia superato il tempo concesso per l'interrogatorio. Il presidente della Commissione Giustizia della Camera, Bob Goodlatte, ha ammonito Jordan per le sue ripetute interruzioni del testimone.
Nel luglio 2018, Jordan e Mark Meadows hanno invitato il Dipartimento di Giustizia a "riesaminare le accuse secondo cui il vice procuratore generale Rod Rosenstein avrebbe minacciato di portare in giudizio tabulati telefonici e documenti di un membro dello staff del comitato di intelligence della Camera". Nella loro richiesta scritta, i due hanno scritto che nell'uso dei poteri investigativi, Rosenstein aveva reagito "contro i membri dello staff (del Congresso) di base", abusando così della sua autorità. A John Catsimatidis su WNYM, Jordan ha detto che avrebbe forzato un voto sull'impeachment di Rosenstein se il Dipartimento di Giustizia non avesse consegnato i documenti richiesti dal Congresso.
Nel marzo 2019, il presidente della magistratura della Camera Jerrold Nadler ha criticato Jordan per il presunto utilizzo di messaggi antisemiti scrivendo il nome del candidato alle presidenziali del 2020 Tom Steyer, il cui padre è ebreo, con una "$" al posto di una "S" su Twitter mentre esortava Nadler a resistere alle richieste di impeachment di Trump.
Durante la testimonianza di Mueller a due comitati del Congresso il 24 luglio 2019, Jordan ha chiesto a Mueller perché non avesse mai accusato Joseph Mifsud di aver mentito all'FBI mentre George Papadopoulos è stato accusato di aver mentito su Mifsud. Jordan ha detto: "Mifsud è il ragazzo che ha raccontato a Papadopoulos [della sporcizia russa]. È stato il ragazzo che ha dato inizio a tutto. Eppure quando l'FBI lo intervista, mente tre volte; non lo si accusa". Mueller ha risposto: "Beh, non posso entrarci ed è ovvio, penso, che non possiamo prendere decisioni in materia di addebiti".
Il 23 ottobre 2019, Jordan e due dozzine di altri repubblicani hanno organizzato una protesta che ha ritardato un’udienza per l’inchiesta sull’impeachment di Trump. L'azione coordinata ha scombussolato i piani del Comitato permanente ristretto sull'intelligence della Camera, dove i membri del Congresso repubblicani e democratici avevano pianificato di raccogliere la testimonianza del vice segretario aggiunto alla Difesa Laura Cooper.  Il gruppo ha organizzato un sit-in fuori dalla sala delle udienze del Sensitive Compartmented Information Facility (SCIF). Descrivendo il sit-in, Jordan ha detto: "I membri vogliono essere in grado di vedere e rappresentare i loro elettori e scoprire cosa sta succedendo". Il giorno successivo, ha dichiarato su Fox News: "Adam Schiff sta portando avanti in segreto questo processo ingiusto e partigiano e i nostri membri alla fine hanno detto: 'Basta'... Siamo così frustrati. Hanno raggiunto un punto di ebollizione'".
Nel dicembre 2020, Jordan è stato uno dei 126 membri repubblicani della Camera dei rappresentanti a firmare un "appunto amichevole" a sostegno del caso Texas v. Pennsylvania, una causa intentata presso la Corte Suprema degli Stati Uniti contestando i risultati delle elezioni presidenziali del 2020, in cui Joe Biden ha sconfitto Trump. La Corte Suprema ha rifiutato di esaminare il caso sulla base del fatto che il Texas non era legittimato, ai sensi dell'articolo III della Costituzione, a contestare i risultati di un'elezione tenuta da un altro stato. La presidente della Camera Nancy Pelosi ha rilasciato una dichiarazione in cui definisce la firma dell'amicus brief un atto di "sovversione elettorale". Ha rimproverato Jordan e gli altri membri della Camera che hanno sostenuto la causa: "I 126 membri repubblicani che hanno firmato questa causa hanno portato disonore alla Camera. Invece di mantenere il loro giuramento di sostenere e difendere la Costituzione, hanno scelto di sovvertire la Costituzione e indebolire la fiducia dell'opinione pubblica nelle nostre sacre istituzioni democratiche".
Dal 6 al 7 gennaio 2021, Jordan ha votato per impedire la certificazione del collegio elettorale in almeno uno stato.  È stato uno dei 139 rappresentanti che hanno votato per ribaltare i risultati delle elezioni presidenziali del 2020 al Congresso il 7 gennaio 2021, il giorno dopo l'assalto al Campidoglio. In una successiva riunione del comitato, Jordan ha affermato che l'assalto al Campidoglio "è stato quanto di più sbagliato si potesse fare". L'11 gennaio 2021, Trump ha conferito a Jordan la medaglia presidenziale della libertà in una cerimonia a porte chiuse.
Cassidy Hutchinson, ex assistente del capo dello staff di Trump Mark Meadows, ha testimoniato davanti al comitato ristretto della Camera sull'attacco del 6 gennaio che Jordan aveva parlato alla Casa Bianca della grazia presidenziale per i membri repubblicani del Congresso che avevano partecipato ai tentativi di rovesciare i risultati delle lezioni presidenziali.

### Ricerca sulla disinformazione
In qualità di presidente della Commissione Giustizia della Camera nel 2023, Jordan ha avviato una campagna legale contro ricercatori universitari, think tank e aziende private che studiano la disinformazione. Tra le organizzazioni colpite figurano lo Stanford Internet Observatory dell'Università di Stanford, l'Università di Washington, l'Atlantic Councildel Digital Forensic Research Lab e la società di analisi dei social media Graphika. Dal gennaio 2023, quando i repubblicani hanno ottenuto la maggioranza alla Camera, la commissione giudiziaria della Camera ha inviato lettere, mandati di comparizione e minacce di azioni legali ai ricercatori, chiedendo note, e-mail e altri documenti a ricercatori e persino studenti stagisti, risalenti al 2015. I progetti interessati includono l'Election Integrity Partnership, creata per identificare i tentativi “di sopprimere il voto, ridurre la partecipazione, confondere gli elettori o delegittimare i risultati elettorali senza prove” e il Virality Project, che ha esaminato la diffusione di false affermazioni sui vaccini. Jordan sostiene che tali organizzazioni hanno collaborato con il governo per censurare i discorsi conservatori online. Sebbene i gruppi di ricerca possano aver segnalato contenuti problematici, "non è emersa alcuna prova che i funzionari governativi abbiano costretto le aziende ad agire". I ricercatori sostengono di avere la libertà accademica di studiare i social media e la disinformazione, nonché la libertà di parola per riferire i loro risultati.
Precedenti ricerche hanno indicato che la condivisione della disinformazione e della propaganda all’interno degli Stati Uniti è stata associata allo sviluppo di media sempre più “partigiani”, che appaiono con maggiore forza in fonti di destra come Breitbart, The Daily Caller e Fox News.  Le azioni di Jordan e del Comitato giudiziario della Camera sono state descritte come un "tentativo di raffreddare la ricerca", creando un "effetto raggelante" attraverso maggiori richieste di tempo, costi legali e molestie online nei confronti dei ricercatori.

### Assistenza sanitaria
Jordan si oppone all'Affordable Care Act, chiedendone l’abrogazione. Si oppone ai requisiti dei vaccini, descrivendoli come "antiamericani".

## Vita privata
Jordan e sua moglie Polly vivono vicino a Urbana, in Ohio, nella contea centrale di Champaign. Iniziarono a frequentarsi quando lui aveva 13 anni e lei 14. Hanno quattro figli e due nipoti. Il genero di Jordan, Jarrod Uthoff, è un giocatore di basket professionista.